# Centroselachus crepidater
Centroselachus crepidater е вид хрущялна риба от семейство Somniosidae. Видът не е застрашен от изчезване.

## Разпространение и местообитание
Разпространен е в Австралия (Виктория, Западна Австралия, Нов Южен Уелс, Тасмания и Южна Австралия), Ангола, Бенин, Великобритания, Габон, Гамбия, Гана, Гвинея, Гвинея-Бисау, Екваториална Гвинея, Западна Сахара, Индия, Ирландия, Исландия, Испания (Канарски острови), Камерун, Република Конго, Кот д'Ивоар, Либерия, Мавритания, Мароко, Намибия, Нигерия, Нова Зеландия, Португалия, Сейшели (Алдабра), Сенегал, Сиера Леоне, Того, Франция, Чили и Южна Африка.
Обитава океани и морета в райони с тропически, умерен и субтропичен климат. Среща се на дълбочина от 230 до 1500 m, при температура на водата от 2,7 до 10,4 °C и соленост 34,3 – 35,8 ‰.

## Описание
На дължина достигат до 1,3 m.
Продължителността им на живот е около 54 години.